# Corinne Marchand
Corinne Marchand (Paris, 4 de dezembro de 1937) é uma atriz francesa, muito conhecida por interpretar Cléo em Cléo de 5 à 7, que lhe rendeu o prêmio Suzanne Bianchetti.

## Filmografia
| Ano  | Título                        | Diretor               | Papel             | Notas |
| ---- | ----------------------------- | --------------------- | ----------------- | ----- |
| 2004 | Innocence                     | Lucile Hadzihalilovic | principal         |       |
| 1997 | Les Palmes de Monsieur Schutz | Claude Pinoteau       | Madame Schutz     |       |
| 1986 | Attention bandits!            | Claude Lelouch        | Manuchka          |       |
| 1979 | Coup de tête                  | Jean-Jacques Annaud   | Madame Sivardière |       |
| 1972 | Travels with My Aunt          | George Cukor          | Louise            |       |
| 1972 | Liza                          | Marco Ferreri         | Esposa de Georgio |       |
| 1970 | Rider on the Rain             | René Clément          | Tania             |       |
| 1970 | Borsalino                     | Jacques Deray         | Madame Rinaldi    |       |
| 1966 | Arizona Colt                  | Michele Lupo          | Jane              |       |
| 1966 | The Sultans                   | Jean Delannoy         | Mireille          |       |
| 1963 | Nunca pasa nada               | Juan Antonio Bardem   | Jacqueline        |       |
| 1962 | Cléo de 5 à 7                 | Agnès Varda           | Cléo              |       |
| 1962 | Liberté I                     | Yves Ciampi           | Anne              |       |
| 1961 | Lola                          | Jacques Demy          | Daisy             |       |